# Callipero formosa
Callipero formosa är en skalbaggsart som beskrevs av Monné 1998. Callipero formosa ingår i släktet Callipero och familjen långhorningar. Inga underarter finns listade.